# فاطمه رجایی‌راد
فاطمه رجایی‌راد (زادهٔ ۸ اردیبهشت ۱۳۶۵) پزشک متخصص جراحی دهان، فک و صورت، عضو هیئت علمی دانشگاه علوم پزشکی بابل و زاده بابل است. خانم رجایی راد بدون حجاب اجباری در مراسم تقدیر از پزشکان استان مازندران، به میزبانی سازمان نظام پزشکی این شهر، حضور یافت و لوح تقدیر عنوان «جراح نمونه» آمل را روی سن بدون حجاب اجباری دریافت کرد. انتشار ویدئویی از حضور بدون حجاب او در اوایل آبان ۱۴۰۲، بازتاب‌های گسترده‌ای در شبکه‌های اجتماعی داشت و به‌دنبال آن شماری از مقام‌های حکومتی از جمله نماینده رهبر جمهوری اسلامی در استان مازندران، امام جمعه آمل و تعدادی از مقام‌های دولتی این استان خواهان برخورد با این «جراح نمونه» شدند. دستگاه‌های حکومتی همچنین فعالیت مطب و پروانه طبابت این متخصص جراحی دهان، فک و صورت و همچنین تدریس او در دانشگاه علوم پزشکی بابل را «تعلیق» کردند. در ادامه برخوردها با حضور بدون حجاب خانم رجایی‌راد در این مراسم، تالاری که مراسم در آن برگزار شد پلمب و سه تن از مدیران حوزه بهداشت و درمان شهرستان آمل نیز از کار برکنار شدند.

## بازخوردها
محمدباقر محمدی لائینی، نماینده خامنه‌ای در مازندران دربارهٔ تقدیر از فاطمه رجایی‌راد، پزشک بدون حجاب اجباری در آمل گفت: «منکری که آن خانم مرتکب شده بسیار منکر بزرگ زشت و دهن کجی و توهین بوده، بیان کرد: این منکر به باورها و اعتقادات مردم بی‌احترامی و به احساسات دینی توهین و آن را جریحه‌دار کرده که با عذرخواهی هم از بین نمی‌رود. او تاکید کرد: آن فرد خودش باید پیش خدا توبه کند و چادری شود و جبران کند، تا گذشته خود مقداری فراموش شود و این زخم برای مردم مقداری التیام پیدا کند. وی تصریح کرد: منکر دیگر اینکه کسانی که آنجا ایستادند و لوح دادند و تأیید کردند ناگوار بود و ما از هر دو منکر ناخرسند و ناراحت هستیم.» وی همچنین سر باز زدن فاطمه رجایی‌راد از رعایت حجاب اجباری را «لکه ننگی برای مازندران و آمل» خواند و با پرونده‌سازی علیه او و طرح اتهام «حضور در اغتشاشات سال گذشته»، از اهدای جایزه به این زن انتقاد کرد. محمدی لائینی با بیان اینکه «فاطمه رجایی‌راد در صفحه شخصی خود گفته که مسئولان می‌دانستند من نه روسری، نه توسری را قبول نمی‌کنم»، افزود: «واقعاً جای تاسف دارد که کرسی استادی را در یک دانشگاه به یک چنین کسی بدهند که به این حرکات افتخار می‌کند، چون اصلاً لیاقت روسری را ندارد و روسری او را قبول نمی‌کند.»
امام‌جمعه آمل با اشاره به حضور بدون حجاب اجباری فاطمه رجایی‌راد در آئین روز پزشک، گفت: مدیران باید مانع دریافت جایزه پزشک بی‌حجاب آمل می‌شدند.
خبرگزاری فارس، وابسته به سپاه پاسداران اعلام کرد که پس از حضور بدون حجاب اجباری فاطمه رجایی‌راد، در مراسم روز پزشک در آمل، او برای روز شنبه، ششم مهر به دادستانی آمل احضار شده‌است و همچنین حق ورود به دانشگاه علوم پزشکی و حضور در کلاس درس را ندارد. دانشگاه علوم پزشکی مازندران هم ضمن ارسال نامه ای خواستار تعلیق کار پزشک مذکور شد. بلافاصله پروانه طبابت او تعلیق شد و پس از آن خانم رجایی‌راد با انتشار یک استوری اینستاگرامی خبر از تعطیلی مطب دندانپزشکی‌اش داد.
پس از واکنش‌ها به خبر تعلیق پروانه طبابت فاطمه رجایی‌راد، خانم رجایی‌راد در یک ویدیو از کسانی که به خاطر «عدم رعایت حجاب کامل باعث کدورت خاطر و توهین به مقدسات‌شان» شده، عذرخواهی کرده‌است. مشخص نیست که خانم رجایی‌راد این ویدیو را در چه شرایطی ضبط کرده‌است. رجایی راد پیش‌تر در یک استوری اینستاگرامی گفته بود: مسؤولان می‌دانستند که من نه روسری نه توسری نمی‌پذیرم. حکومت ایران متهم است که با اعمال فشار بر فعالان و معترضان، آنها را تحت فشار به «اعتراف اجباری» «ابراز پشیمانی» یا «بیان روایت مورد نظر حکومت» مجبور می‌کند.
هم‌زمان مقام‌های وزارت بهداشت نیز در حکمی، فرزاد قاسمی، متخصص قلب و عروق و رئیس بیمارستان امام خمینی آمل را که محل کار فاطمه رجایی‌راد است، از ریاست این بیمارستان برکنار کردند و عبدالله محمدی به‌عنوان سرپرست موقت این بیمارستان منصوب شد.
خانم رجایی‌راد در روز سه‌شنبه ۲۱ آذر متنی را در استوری اینستاگرامش منتشر کرد که خبر قطعی حکم اخراج از دانشگاه علوم پزشکی بابل را می‌داد. وی با انتشار این خبر نوشت: «امروز درست همزمان با دریافت خبر قطعی حکم اخراج از دانشگاه بابل، همکاری رسمی من با بیماران سرطانی آرین و مجموعه خیرین آمل به صورت تمام قوا (مالی و درمانی) آغاز شد. رودخونه خروشان مسیرش رو پیدا می‌کنه، حتی اگه مجبور باشه از دل سنگ‌های سخت و نفوذناپذیر رد بشه.»